# Penkun

Situation de Penkun dans l'arrondissement de Poméranie-Occidentale-Greifswald

Penkum est une ville allemande située dans l'arrondissement de Poméranie-Occidentale-Greifswald du Land de Mecklembourg-Poméranie-Occidentale.

## Municipalité
La municipalité de Penkun, en plus de la ville de Penkun, comprend les villages et localités de Grüntz (avec Radewitz), Sommersdorf (avec Neuhof), Storkow, et Wollin (avec Friedefeld).

## Histoire
Entre 1818 et 1939, Penkun fait partie de l'arrondissement de Randow (de) dans le district de Stettin de la province prussienne de Poméranie. En 1939, lors de la dissolution de l'arrondissement de Randow, Penkun est rattachée à l'arrondissement de Greifenhagen, qui existe jusqu'en 1945.

## Jumelages
- Fors (France)
- Widuchowa (Pologne)

## Architecture
- Château de Penkun ancien château fort, XVIIe siècle (avec éléments du Moyen Âge)
- Église luthérienne de la ville, néogothique (1854)
- Freilichtmuseum, sur l'histoire des tribus slaves du Haut Moyen Âge
- Moulin à vent de Storkow, le plus haut d'Allemagne
- Église de Wollin, XIIIe siècle
- Centrale de production de biogaz, la plus grande du monde (BioEnergy Park Klarsee)